# Hugo Pérez (soccer)
Pour les articles homonymes, voir Perez.

Hugo Ernesto Pérez Granados est un ancien footballeur américano-salvadorien né le 8 novembre 1963 dans le département de Morazán au Salvador. Il était connu pour être un rusé et créatif milieu offensif gauche. Son pied gauche était tellement dominant qu'on ne le voyait presque jamais utiliser son pied droit lors un match.

## Biographie
Perez est né au Salvador, là où son père et grand-père ont joué en tant que professionnels pour le CD Fas, club où Perez terminera sa carrière. Il émigre aux États-Unis à l'âge de 11 ans et obtient la nationalité américaine au milieu des années 1980.

## Carrière professionnelle
Il signe en 1982 aux Los Angeles Aztecs, en NASL. Perez joue ensuite à Tampa Bay Rowdies avant de rejoindre les San Diego Sockers. En 1988, il remporte le championnat MVP quand les Sockers gagne la MISL. La même année, il rejoint l'Ajax Amsterdam de Johan Cruyff durant la pré-saison et ce dernier est très intéressé par la venue de Perez, mais les Sockers refusent de le céder au club hollandais.
Cruyff tente de faire signer Perez à Parme en 1990, mais Parme a besoin qu'il dispute la Coupe du monde se déroulant en Italie pour obtenir un permis de travail. Hugo devait être du voyage mais le coach américain Gansler l'exclut à cause d'une blessure, et il ne put aller en Italie. Perez alla donc en France, et signa au Red Star, avant d'émigrer en Suède dans le club d'Örgryte IS, et de bouger en Arabie saoudite à Al Ittihad Djeddah.
Il retourne en 1994 aux États-Unis et dispute la World Cup 1994 après avoir joué aux Los Angeles Salsa en A-League. Hugo jouait avec les Salsa quand il négocia son contrat avec le CD Fas et fin 1994, il rejoint son dernier club professionnel, le CD Fas, club résidant au Salvador. Il y effectue deux saisons, gagne le championnat et se retire du monde pro en 1996, à l'âge de 33 ans.

## Sélection nationale
Perez fut membre de l'équipe américaine qui participa aux JO 1984 et aida les États-Unis à se qualifier pour les JO 1988 et la Coupe du monde 1990 qu'il manqua lorsqu'il se déchira les ligaments du genou en jouant avec le Red Star. Il fut nommé U.S. Soccer Athlete of the Year en 1991. Entre 1984 et 1994, il porta le maillot de la sélection à 73 reprises et marqua 16 buts. Lors du Mondial 1994, Perez joua seulement un match, celui des huitièmes de finale contre le Brésil (défaite 1-0). Malheureusement, pour un milieu aussi talentueux que lui, c'était l'unique opportunité de joueur au plus haut niveau existant.

## Retraite
Après s'être retiré, Perez s'en alla à San Francisco et le 10 mars 2008, il fut parmi les prétendants au « National Soccer Hall of Fame ».

## Carrière d'entraîneur
En août 2002, il rejoint l'Université de San Francisco en tant qu'assistant de l'entraîneur. Le 7 décembre 2007, le club de California Victory annonce que Perez est promu au poste d'entraîneur adjoint. Ce dernier est également entraîneur dans le club de Novato Youth Soccer, ayant en charges les moins de 16 ans en division 1. Son fils Gerson Perez est aussi entraîneur à Novato Youth Soccer.

## Sources
- (en) Cet article est partiellement ou en totalité issu de l’article de Wikipédia en anglais intitulé « Hugo Perez » (voir la liste des auteurs).